# Trugenhofen (Adelsgeschlecht)

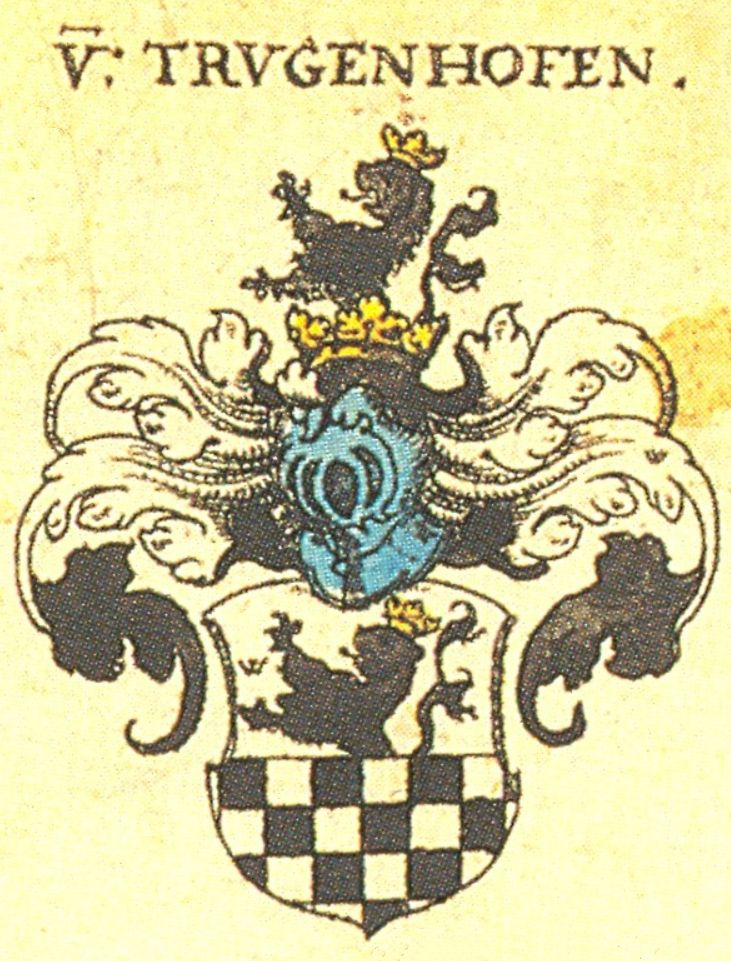
Wappen derer von Trugenhofen nach Johann Siebmacher 1605

Trugenhofen war der Name eines bayerischen Adelsgeschlechts.
Der Stammsitz der Herren von Trugenhofen, die Ministerialen der Grafen von Graisbach waren, war die Burg Trugenhofen im Usseltal inmitten der hügeligen Landschaft der Südlichen Frankenalb.

Der genaue Ort des Stammsitzes ist unbekannt, entweder auf einem der beiden Schlossberge bei Trugenhofen oder auf dem Dünsberg. 1282 wurde eine Wasserburg mitten im Dorf neben der Kirche erbaut (drei Stock hoch, mit Ringmauer und Wassergraben), die damals ebenfalls neu errichtet wurde. Ende des 14. Jahrhunderts wurde Trugenhofen zur Hofmark ernannt. 1593 starb die Linie der Herren von Trugenhofen mit Ruland von und zu Trugenhofen aus.

## Namensträger
- Ernst von Trugenhofen (erwähnt 1190), verheiratet mit Luitgarde von Ellenbrunn
- Marquard von Trugenhofen, erbaute 1282 die Wasserburg im Dorf und versetzte auch die Pfarrkirche in die Dorfmitte
- Ulrich von Trugenhofen, verheiratet mit Margaret Kästlin, begründete den letzten Spross der Herren von Rohrbach
- Ruland von und zu Trugenhofen († 1593), letzter Vertreter derer von und zu Trugenhofen